# Trillium channellii
Trillium channellii är en nysrotsväxtart som beskrevs av Fukuda, J.D.Freeman och Itou. Trillium channellii ingår i släktet treblad, och familjen nysrotsväxter. Inga underarter finns listade.